# Носовская волость

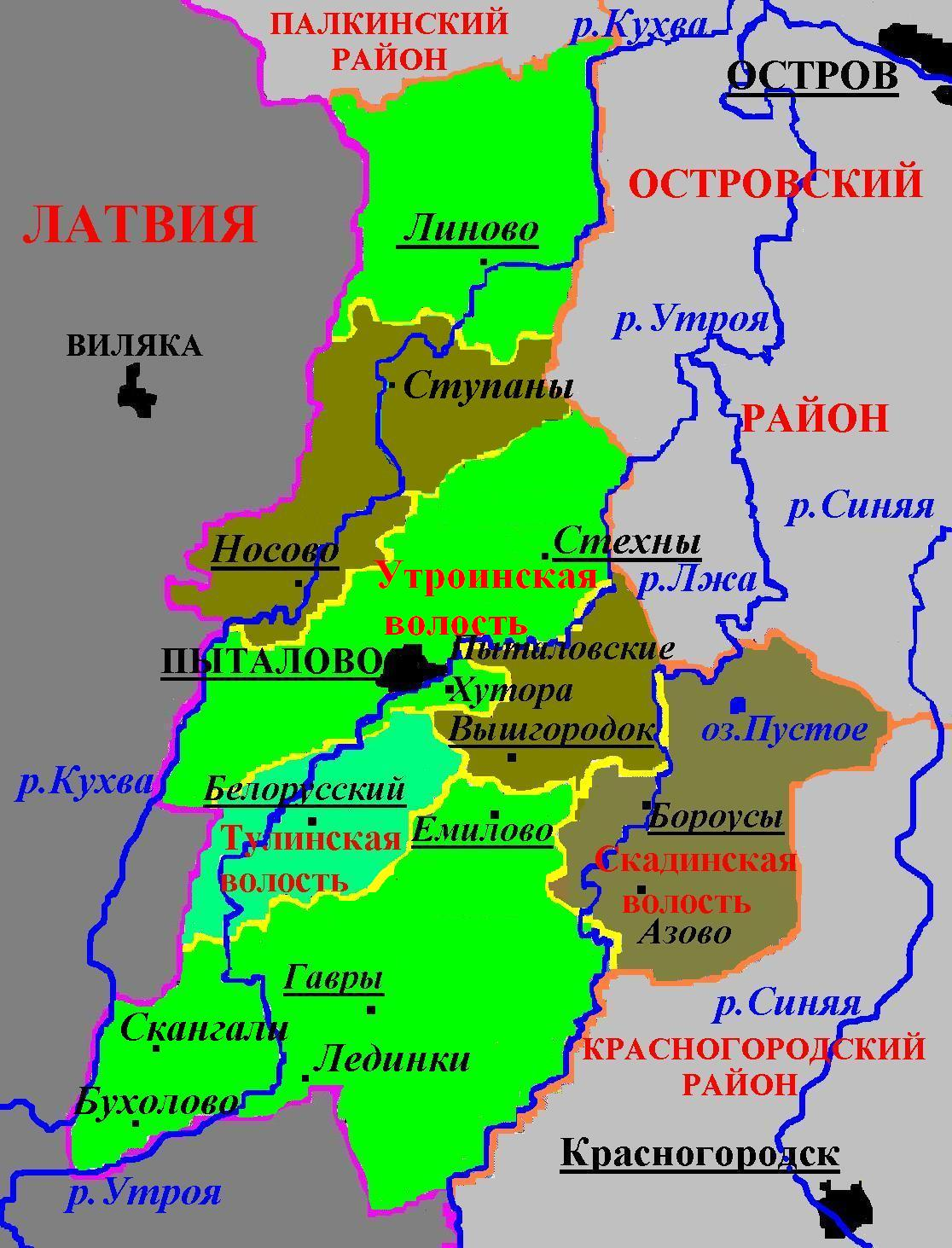
Административное деление Пыталовского района в 2010—2015 гг.

Носовская волость — бывшие административно-территориальная единица 3-го уровня (1995—2015 гг.) и муниципальное образование со статусом сельского поселения (2005—2015 гг.) в Пыталовском районе Псковской области России.
Административный центр — деревня Носово.

## География
Территория волости граничила на севере с Линовской, на юге — с Утроинской волостями Пыталовского района, на востоке — с Островским районом Псковской области, на западе — с Вецумской волостью Вилякского края Латвии.

## Население
| 2002 | 2010 | 2012 | 2013 | 2014 | 2015 |
| ---- | ---- | ---- | ---- | ---- | ---- |
| 567  | ↗848 | ↗857 | ↘844 | ↗854 | ↘832 |

## Населённые пункты
В состав Носовской волости входило 49 деревень: Армоново, Боково, Бренцы, Водилово, Воронино, Савинцы, Горки, Дембово, Карпово, Лаузы, Лариохино, Лилево, Магиново, Новая Лудонка, Носово, Паньково, Подлипье, Поярково, Причиново, Пылковницы, Рассеки, Сидаренки, Стульпино, Сунево, Скорлятино, Анциферово, Беляевка, Ванченки, Дульбы, Жогори, Жердино, Корчище, Кочерево, Климово, Краули, Копанцы, Кузнецово, Нижние Савинцы, Новое Кулево, Пупарево, Сазоны, Скорды, Старина, Старое Кулево, Ступаны, Умерниши, Хворостово, Пурино, Скоптово.

## История
В 1925—1944 гг. в Латвии в составе Абренского уезда выделялась Пурвмальская волость (латыш. Purvmalas pagasts), называвшаяся до 1925 года Боковской волостью (латыш. Bokovas pagasts), с центром в деревне Носово (в 1925—1940 гг. называвшейся как Пурвмала). До 1920 года эти земли относились к Толковской волости Островского уезда Псковской губернии России. С 1945 года территория волости входит в Пыталовский район Псковской области в виде ряда сельсоветов.
Постановлением Псковского областного Собрания депутатов от 26 января 1995 года все сельсоветы в Псковской области были переименованы в волости, в том числе Носовский сельсовет был превращён в Носовскую волость.
Законом Псковской области от 28 февраля 2005 года в границах Носовской и упразднённой Скордовской (д. Ступаны) волостей было также образовано муниципальные образования Носовская волость со статусом сельского поселения с 1 января 2006 года в составе муниципального образования Пыталовский район со статусом муниципального района.
Законом Псковской области от 30 марта 2015 года волость была упразднена и 11 апреля 2015 года включена в состав Линовской волости.